# Sciara (geslacht)
Sciara is een geslacht van muggen uit de familie van de rouwmuggen (Sciaridae). De wetenschappelijke naam van het geslacht is voor het eerst geldig gepubliceerd in 1803 door Johann Wilhelm Meigen.
Sciara is een erg groot geslacht met meer dan 700 soorten en komt wereldwijd voor. In 1867 publiceerde Johannes Winnertz reeds een beschrijving van 173 Europese soorten.
Sciara zijn muggen met een klein hoofd. Het abdomen bestaat uit zeven segmenten. De poten zijn slank en meestal erg lang. De vleugels zijn relatief groot en langer dan het abdomen. 
Sciara vertonen een aantal unieke biologische eigenschappen en worden daarom veel gebruikt in genetisch en erfelijkheidsonderzoek.

## Soorten
- S. abbreviata Walker, 1848
- S. abdita Johannsen, 1912
- S. analis

Varenrouwmug Schiner, 1864
- S. arcuata Garrett, 1925
- S. atrata Say, 1824
- S. attenuata Rübsaamen, 1898
- S. borealis Rübsaamen, 1898
- S. cingulata Rübsaamen, 1894
- S. clavata Garrett, 1925
- S. congregata Johannsen, 1914
- S. cylindrica Pettey, 1918
- S. delessei (Seguy, 1953)
- S. diderma Garrett, 1925
- S. dimidiata Say, 1832
- S. diota Garrett, 1925
- S. dives Johannsen, 1912
- S. exigua Say, 1824
- S. exilis Say, 1829
- S. femorata Say, 1823
- S. flavimana Zetterstedt, 1851
- S. forceps Pettey, 1918
- S. fraterna Say, 1824
- S. fuliginosus (Fitch, 1856)
- S. fulviventris Wiedemann, 1821
- S. fumatella Lundbeck, 1898
- S. futilis Johannsen, 1912
- S. glacialis Rübsaamen, 1898
- S. globosa Pettey, 1918

- S. habilis Johannsen, 1912
- S. helvola Winnertz, 1867
- S. hemerobioides (Scopoli, 1763)
- S. humeralis Zetterstedt, 1851
- S. humicola Lundbeck, 1898
- S. incerta Winnertz, 1867
- S. inconstans (Fitch, 1856)
- S. lackschewitzi (Lengersdorf, 1934)
- S. lurida Walker, 1848
- S. melanostyla Mohrig & Krivosheina, 1990
- S. mendax Tuomikoski, 1960
- S. militaris Nowicki, 1868
- S. multisetifera Pettey, 1918
- S. ochrolabis Loew, 1869
- S. perpusilla Walker, 1848
- S. polita Say, 1824
- S. psittacus Pettey, 1918
- S. pulicaria Meigen, 1818
- S. robusta Walker, 1848
- S. rotundipennis Macquart, 1838
- S. ruficauda Meigen, 1818
- S. sciophila Loew, 1869
- S. scita Johannsen, 1912
- S. septentrionalis Rübsaamen, 1898
- S. townesi Shaw, 1935
- S. unicorn Garrett, 1925
- S. vicina Johannsen, 1912
- S. vulgaris (Fitch, 1856)